# Bauland

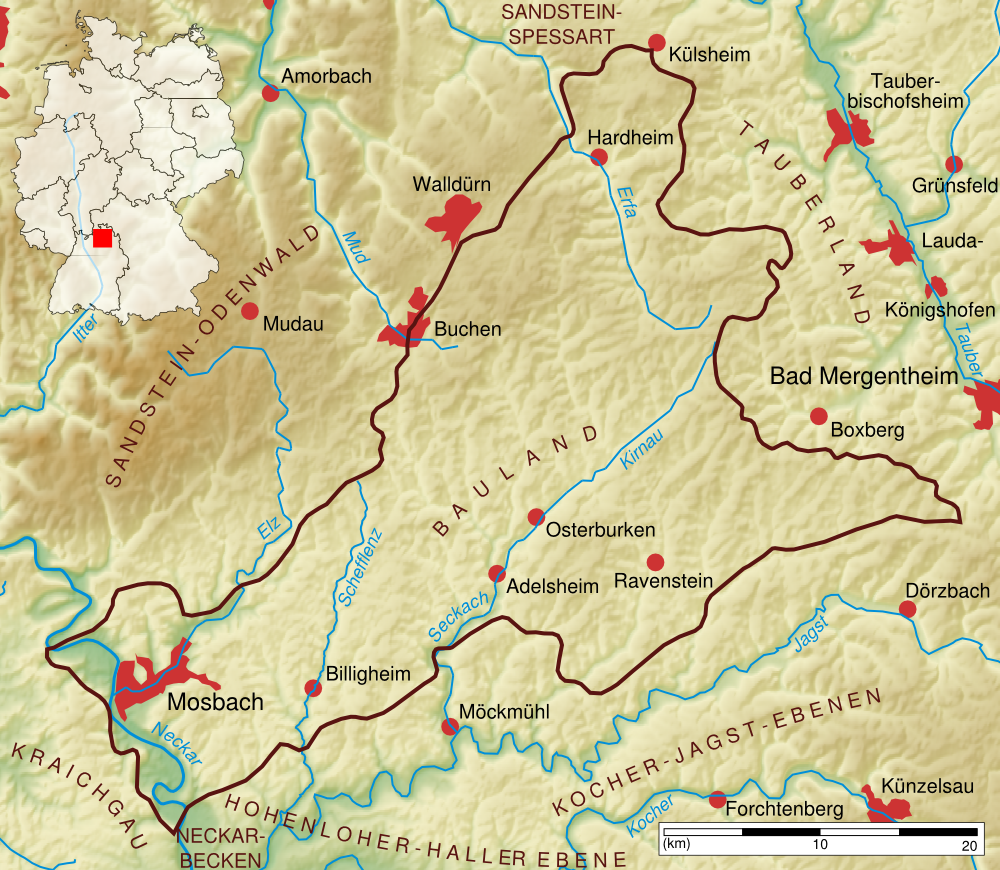
Carte physique de la région

Le Bauland est une région se situant au nord-est du Land de Bade-Wurtemberg.
Ce territoire est, dans le langage courant, aussi appelé Sibérie de Bade (Badisch Sibirien) à cause de son climat.
La région de Bauland ne doit pas être confondue avec le mot allemand Bauland, qui signifie « terrain constructible ».

## Situation  géographique
La Bauland se situe entre l’Odenwald, la Jagst et le Neckar et s’étend sur de grandes parties de l’arrondissement de Main-Tauber et l’arrondissement de Neckar-Odenwald. Il est aussi tangent avec l’arrondissement de Hohenlohe et l’arrondissement de Heilbronn.

## Géologie et relief
Le Bauland est principalement constitué de Muschelkalk, à l’est le grès bigarré de l’Odenwald cohabite avec ce dernier. Les structures karstiques sont typiques pour les régions calcaires comme celle-ci, ces dernières  sont représentées à la surface par entre autres des Dolines, des vallées sèches et des Exsurgences. Des grottes peuvent se former dans les sous-sols. Les grottes de Eberstadt sont un bon exemple pour ce genre de formations, une partie de ces grottes est ouverte aux visiteurs.

## Localités dans le Bauland
| - Adelsheim - Ahorn - Altheim im Bauland - Billigheim - Buchen | - Elztal - Hardheim - Höpfingen - Külsheim - Osterburken | - Ravenstein - Rosenberg - Schefflenz - Seckach - Walldürn |